# IC 1796
IC 1796 — галактика типу E/SB0 () у сузір'ї Фенікс.
Цей об'єкт міститься в оригінальній редакції індексного каталогу.